# تالاشقان
تالاشقان هي بلدة في مقاطعة أنغور في ولاية صرخنداريا في أوزبكستان.